# Kohei Uchima
Kohei Uchima (Japans: 内間 康平 Uchima Kōhei) (Urasoe, 8 november 1988) is een Japans wielrenner die anno 2018 rijdt voor Nippo-Vini Fantini-Europa Ovini.
In 2016 nam Uchima deel aan de wegwedstrijd op de Olympische Spelen in Rio de Janeiro, maar reed deze niet uit.

## Overwinningen
2010
5e etappe Ronde van Thailand
2014
Beste Aziaat Ronde van Taiwan
2015
1e etappe Ronde van Thailand

## Resultaten in voornaamste wedstrijden
| Jaar | Milaan-San Remo |  | WK op de weg |
| ---- | --------------- |  | ------------ |
| 2015 |                 |  | opgave       |
| 2016 |                 |  |              |
| 2017 | 194e            |  |              |

## Ploegen
- 2011 –  D'Angelo & Antenucci-Nippo
- 2012 –  Team Nippo
- 2013 –  Team Nippo-De Rosa
- 2014 –  Bridgestone Anchor Cycling Team
- 2015 –  Bridgestone Anchor Cycling Team
- 2016 –  Bridgestone Anchor Cycling Team
- 2017 –  Nippo-Vini Fantini
- 2018 –  Nippo-Vini Fantini-Europa Ovini
- 2019 –  Team UKYO
- 2020 –  Team UKYO

Arredondo · Bagioli · Berlato · Bisolti · Canola · Cunego · De Negri · Filosi · Grosu · Ito · Kobayashi · Koishi · Kuboki · Marangoni · Marini · Nakane · Santaromita · Stacchiotti · Uchima · Bou (stagiair) · Cima (stagiair) · Nishimura (stagiair)
Bagioli · Bou · Canola · D. Cima · I. Cima · Cunego · Grosu · Hatsuyama · Ito · Kobayashi · Lobato · Marangoni · Nakane · Nishimura · Ponzi · Santaromita · Tizza · Uchima · Yoshida · Zaccanti